# Gacka (regija)
Gacka je naziv za područje oko rijeke Gacke. Nije poznato je li područje dalo ime rijeci ili obrnuto.
Gacka, s Gorskim kotarom i Likom, tvori najviši (gorski) dio Hrvatske. 
Svetci zaštitnici Gacke doline su sveti Sebastijan i Fabijan.

## Vanjske poveznice
- Turistička zajednica Ličko-Senjske županije: Gacka